# Фолклендська протока

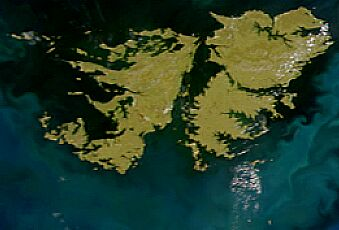
Фолклендська протока — розділяє два найбільші острови однойменного архіпелагу

Фолклендська протока (англ. Falkland Sound) — морська протока, яка простягається з північного сходу на південний захід і розділяє Західний і Східний Фолкленд.

## Назва
Канал був названий Джоном Стронгом у 1690 році на честь віконта Фолкленда, пізніше назва закріпилась за архіпелагом і двома найбільшими островами. Іспанська назва — Estrecho de San Carlos — походить від назви корабля Сан Карлос, який відвідував острови у 1768 році. Таку ж назву носять Бухта Сан-Калос — невеличка бухта / фіорд на східному острові, а також: Сан-Карлос (Фолклендські острови), Порт Сан-Карлос і Сан-Карлос (річка).
Капітан Джон Стронг вперше висадився на одному із двох головних островах архіпелагу 29 січня 1690 року в бухті Болд-Ков (що поблизу Порт-Говарда), неподалік від протоки.

## Географія
У протоці розташовані Вузькі острови, Великий острів, острови Тайсен та Лебедині острови. Скеля Едісон є північною межею протоки, а Острови Арч — південною межею. На берегах протоки розташовані наступні населені пункти: Аякс-Бей, Порт Сан-Карлос, Сан-Карлос на Східному Фолкленді, а Порт Говард і Фокс-Бей — на Західному. У Фолклендській протоці знаходяться Фокс-Бей, Порт-Говард (Західний Фолкленд), протока Гренсем, Бухта Сан-Карлос, Рагглс-Бей (Східний Фолкленд).

## Геологія

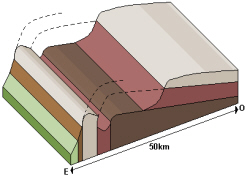
Геологічна будова Західного Фолкленду

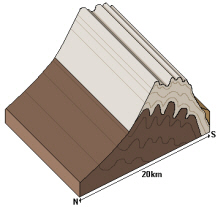
Геологічна будова Східного Фолкленду

Близько 400 мільйонів років тому частина Гондвани, відірвавшись від попередника сучасної Африки, розпочала дрейфувати на захід. Протягом юрського періоду (близько 170 млн років тому) фрагмент суші, який згодом став Східним Фолклендом, і той, який мав стати Західним, повернулись на 120° один до одного. Як результат, складчастість Західного Фолкленда спрямована з північного заходу на південний схід — паралельно до протоки, а складчастість у північній частині Східного Фолкленду спрямована зі сходу на захід, формуючи східний берег північного входу до протоки і межуючи з північним берегом бухти Сан-Карлос. Лафоніа — набагато молодша геологічна структура, не має складчастої будови.